# 마티아스 칼손

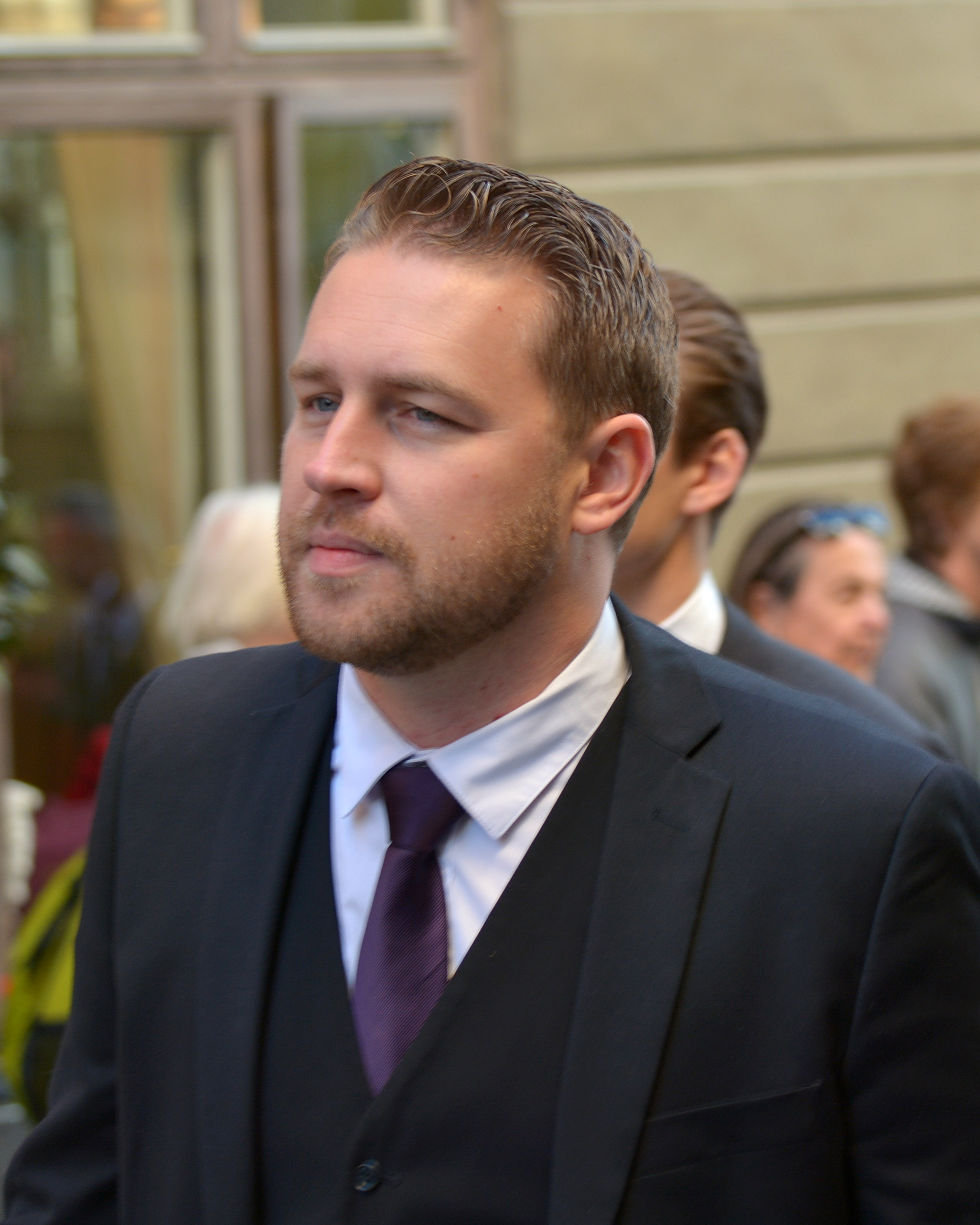
마티아스 칼손

마티아스 칼손(Mattias Karlsson, 1977년 8월 17일 ~ )은 스웨덴의 정치인이다. 2014년부터 현재까지 스웨덴 민주당 원내대표를 역임하고 있다.